# Ewart Horsfall
Ewart Douglas Horsfall, född 24 maj 1892 i Liverpool, död 1 februari 1974 i Devizes, var en brittisk roddare.
Horsfall blev olympisk guldmedaljör i åtta med styrman vid sommarspelen 1912 i Stockholm.